# دهستان نفتلیجه
دهستان نفتلیجه یکی از دهستان‌های شهرستان گمیشان در استان گلستان ایران است که در بخش مرکزی شهرستان گمیشان قرار دارد.

## جمعیت
براساس سرشماری مرکز آمار ایران در سال ۱۳۹۵، جمعیت دهستان نفتلیجه ۳۷۴۱ نفر (در ۱۰۱۳ خانوار) بوده‌است.